# Geniş Aile
Geniş Aile (deutsch: Große Familie) ist eine türkische Fernsehserie, die von 2009 bis 2011 in drei Staffeln mit insgesamt 109 Episoden produziert wurde. Die erste Staffel mit 49 Folgen wurde vom 8. Juli 2009 bis 15. Juni 2010 vom Sender Kanal D ausgestrahlt. Ab der zweiten Staffel übernahm der Sender Star TV die Serie in sein Programm.

## Handlung
Der 28-jährige Cevahir kehrt aus Deutschland in seine türkische Heimat zurück und möchte seine alte Liebe Şukûfe heiraten. Doch sein alter Rivale Koyu Bilal hat das gleiche Ziel. Das ist der Grund des Streites zwischen den beiden. In der zweiten Staffel heiratet Şukûfe und der Streit endet. Aber dieses Mal verlieben sie sich in Zeynep.

## Musik
Die Songs werden gesungen von der türkischen Gruppe Gripin.

## Schauspieler
| Schauspieler        | Rolle           |
| ------------------- | --------------- |
| Ufuk Özkan          | Cevahir Kirişci |
| Rojda Demirer       | Zeynep Meyveli  |
| Fırat Tanış         | Bilal           |
| Zuhal Topal         | Şuküfe          |
| Rasim Öztekin       | Kuddusi         |
| İlker Ayrık         | Mürsel          |
| Bihter Dinçel       | Nazan           |
| Mine Teber          | Muazzez         |
| Bora Akkaş          | Zekai           |
| Bülent Çolak        | Ulvi            |
| Yeşim Ceren Bozoğlu | Sevim           |
| Gizem Akman         | Pırıl           |